# Чемпіонат світу з легкої атлетики 2019 — біг на 100 метрів (жінки)

Фінальний забіг

Змагання з бігу на 100 метрів серед жінок на Чемпіонаті світу з легкої атлетики 2019 у Досі проходили 28-29 вересня на стадіоні «Халіфа».

## Напередодні змагань
На початок змагань основні рекордні результати були такими:
| WR | Флоренс Гріффіт-Джойнер (USA)                     | 10,49 | Індіанаполіс | 16 липня 1988  |
| CR | Меріон Джонс (USA)                                | 10,70 | Севілья      | 28 серпня 1999 |
| WL | Шеллі-Енн Фрейзер-Прайс (JAM) Елейн Томпсон (JAM) | 10,73 | Кінгстон     | 21 червня 2019 |

Перед стартом змагань основна увага була прикута до очікуваного протистояння двох ямайських спринтерок, які ділили між собою першу позицію в рейтингу сезону — Шеллі-Енн Фрейзер-Прайс та Елейн Томпсон.

## Результати

### Попередні раунди
Найкращий результат з учасниць шести забігів показала Шеллі-Енн Фрейзер-Прайс (10,80). До півфінальної стадії проходили перші троє з кожного забігу та троє найшвидших за часом з тих, які посіли у забігах місця, починаючи з четвертого.
Шеллі-Енн Фрейзер-Прайс також була найкращою за підсумками трьох півфіналів (10,81). До фіналу проходили перші двоє з кожного забігу та двоє найшвидших за часом з тих, які посіли у забігах місця, починаючи з третього.

### Фінал
Шеллі-Енн Фрейзер-Прайс сповна виправдала очікування щодо швидких секунд у фіналі та вчетверте стала чемпіонкою світу.
| Місце | Атлетка                       | Час   | Примітки |
| ----- | ----------------------------- | ----- | -------- |
| 1     | Шеллі-Енн Фрейзер-Прайс (JAM) | 10,71 | WL       |
| 2     | Діна Ашер-Сміт (GBR)          | 10,83 | NR       |
| 3     | Марі-Жозе Та Лу (CIV)         | 10,90 |          |
| 4     | Елейн Томпсон (JAM)           | 10,93 |          |
| 5     | Мюріель Ауре (CIV)            | 11,02 | SB       |
| 6     | Джоніель Сміт (JAM)           | 11,06 |          |
| 7     | Тіна Деніелс (USA)            | 11,19 |          |
| 8     | Дафне Схіперс (NED)           | —     | DNS      |